# Tirukkoyilur
Tirukkoyilur (ook wel gespeld als Tirukoilur of Thirukovilur) is een panchayatdorp in het district Kallakurichi van de Indiase staat Tamil Nadu. 

## Demografie
Volgens de Indiase volkstelling van 2001 wonen er 27.108 mensen in Tirukkoyilur, waarvan 49% mannelijk en 51% vrouwelijk is. De plaats heeft een alfabetiseringsgraad van 78%.